# Aprilia
Az Aprilia egy olasz motorkerékpár-gyártó cég, amelyet közvetlenül a második világháború után alapított Alberto Beggio az olaszországi Noale-ban. A vállalat kerékpárgyártóként indult, majd robogók és kis teljesítményű motorkerékpárok gyártására tért át. Az újabb időkben az Aprilia olyan nagyméretű sportmotorokat gyártott, mint az 1000 köbcentiméteres V-kettes RSV Mille és a V4 RSV4.
Az Aprilia erős motorsport versenyprogramot támogatott, kezdve a motokrossz versenyzéssel, majd egy világbajnokság-győztes országúti versenyprogrammal. A vállalatot 2004-ben a Piaggio vásárolta fel.

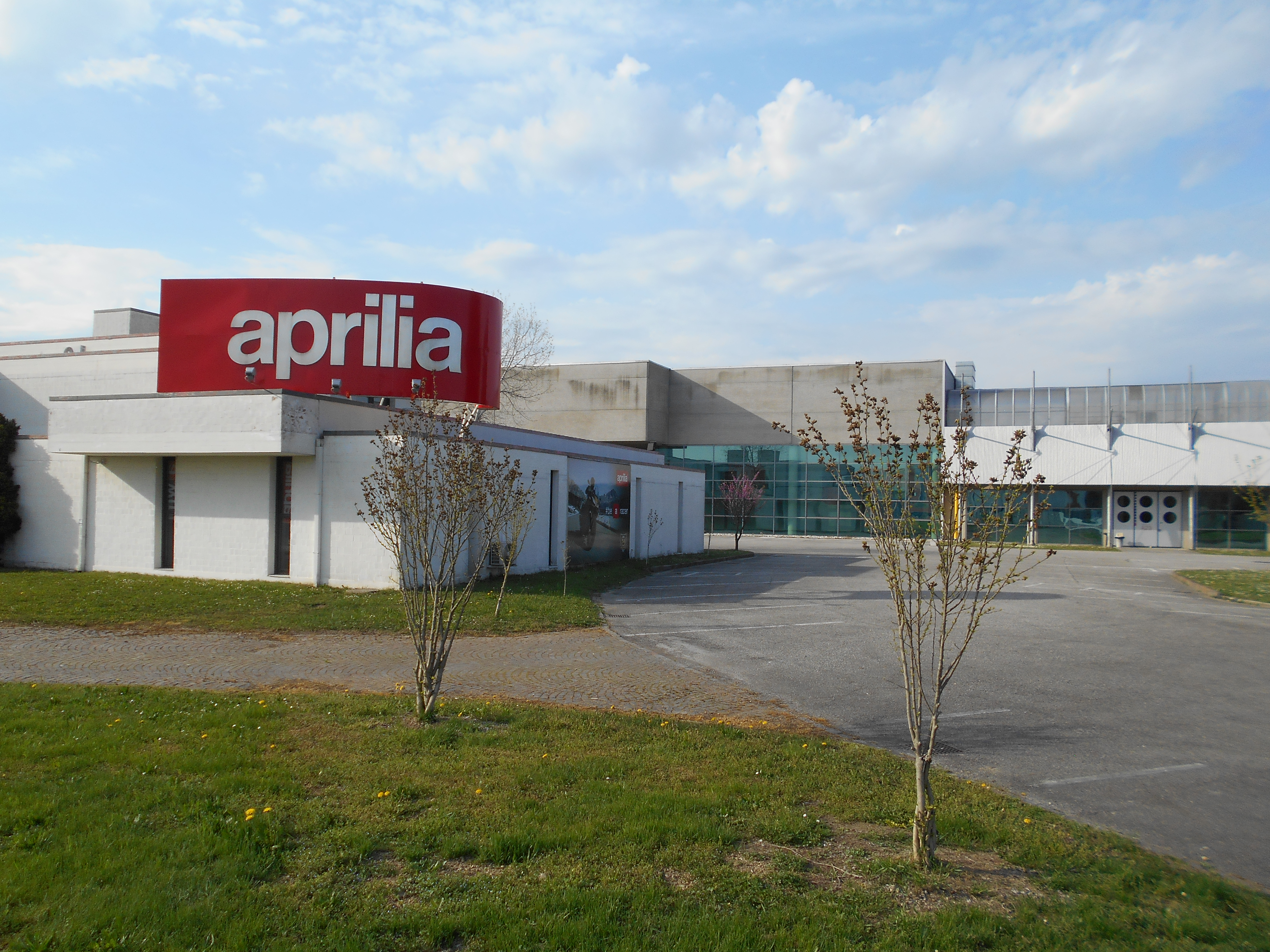
Aprilia gyár, Scorzè, Velence

## Történet
Az Apriliát a második világháború után Cavaliere Alberto Beggio alapította kerékpárgyártó üzemként az olaszországi Noale-ban, Velence tartományban. Alberto fia, Ivano Beggio 1968-ban vette át a vállalat irányítását, és egy 50 köbcentis "motorkerékpárt" épített. Az első sorozatban gyártott Aprilia segédmotoros kerékpárok a Colibrì, Daniela és Packi nevet kapták. Később az Aprilia 1970-ben gyártott egy motocross kerékpárt, a Scarabeo nevet. Az 1970-es évek végéig gyártott Scarabeo 50 és 125 köbcentis változatban is megjelent.
1977-ben a milánói Ivan Alborghetti megnyerte az olasz 125 és 250 köbcentis motokrossz bajnokságot Apriliával. 1978-ban Alborghetti két harmadik hellyel zárta a szezont az egyéni versenyeken és a világbajnokság hatodik helyével. Az 1980-as években az Aprilia 50 és 600 köbcentiméter közötti enduro, triál és országúti motorokkal bővítette kínálatát. 1981-ben az Aprilia bemutatta a TL320-as triálgépet. 1983-ban az Aprilia bemutatta az St 125 országúti motorkerékpárt. 1984-ben az Aprilia piacra dobott egy továbbfejlesztett modellt STX néven, és egy endurót, ET 50 néven.
1985-ben az Aprilia egyes modellek motorjait az osztrák Rotax céghez kezdte kiszervezni. 1985-ben az Aprilia piacra dobott egy 125 STX és egy 350 STX modellt. 1986-ban az Aprilia piacra dobta az AF1-et; egy kis sportmodellt, és a Tuareg-t; egy nagyméretű tankos motorkerékpárt az afrikai raliversenyekre, például a Dakar-ralira. Az Aprilia gyári versenyzője, Philippe Berlatier a triál világbajnokságon az ötödik helyet szerezte meg, Loris Reggiani pedig egy Rotax motorral szerelt Aprilia GP 250-essel a hatodik helyet szerezte meg az országúti világbajnokságon. Két szezonnal később, 1987. augusztus 30-án, a San Marinó-i Misanói Nagydíjon Loris Reggiani AF1-esével megnyerte az első gyorsasági világbajnokságot.
1990-ben az Aprilia piacra dobta a Pegaso 600-at, a terepjáró mechanikából származó közúti motorkerékpárt. Később, 1992-ben az Aprilia versenyzője, Alessandro Gramigni megnyerte a 125-ös országúti világbajnoki címet. Szintén 1992-ben Tommy Ahvala egy Aprilia Climberrel megnyerte a triál világbajnokságot. Azóta az Aprilia 124-szer nyert 125 és 250 köbcentiméteres osztályú nagydíjakat, 15 országúti versenyzői világbajnoki címet és 16 gyorsasági Európa-bajnoki címet. Számos világbajnok indult Aprilián, mint például Biaggi, Capirossi, Gramigni, Locatelli, Sakata és Rossi.
Szintén az 1990-es években az Aprilia belépett a robogók piacára, 1990-től kezdve Olaszország első teljesen műanyag robogójával, az Amicóval. 1992-ben az Aprilia bemutatta az Amico LK-t és a kétütemű Pegaso 125-öst, mindkettő katalizátorral. 1993-ban az Aprilia a Scarabeo nevet újra használva egy nagy átmérőjű, négyütemű, négyszelepes motorral ellátott robogót dobott piacra. Később az Aprilia további robogókat dobott piacra, mint a Leonardo, az SR és a Gulliver.
1995-ben az Aprilia megbízta Philippe Starckot a Motò megtervezésével, amelyet a New York-i Modern Művészeti Múzeumban mutattak be. Szintén 1995-ben az Aprilia bemutatta a kétütemű RS 125 és RS 250 sportmotorokat. 1998-ban az Aprilia bemutatta az RSV Mille-t, egy 1000 köbcentis V-Twin Superbike-ot, és a Falco-t, egy 1000 köbcentis V-Twin sporttúrázót, amely a sportosságra helyezi a hangsúlyt. Mindkét motorkerékpár a Rotax 1000 köbcentiméteres motor egy változatát használta.
1999-ben az Aprilia RSV Mille modelljével belépett a Superbike-világbajnokságba, 2000-ben pedig az Aprilia felvásárolta a Moto-Guzzit és a Laverdát, mindkét történelmi olasz márkát. 2000-ben az Aprilia piacra dobta az 50 cm3-es DiTech (Direct Injection Technology) kétütemű motort robogókhoz, amely nagy futásteljesítményt és alacsony károsanyag-kibocsátást biztosít, valamint az RST Futurát, egy sporttourert és az ETV 1000 Caponordot; egy kalandtúramotoros motorkerékpárt. Mindkét utóbbi két motorkerékpár a Rotax 1000 köbcentiméteres V-Twin motor egy változatát használta.
Legutóbb, 2003-ban az Aprilia bemutatta az RSV Mille Tuono-t, amely lényegében egy RSV Mille volt motocross stílusú magas kormányokkal és csak egy kis fényszóró burkolattal. A legtöbb nagy motoros magazin az év legjobb motorjának választotta. 2004-ben az Apriliát felvásárolta a Piaggio & C. SpA, így a világ negyedik legnagyobb motorkerékpár-csoportjává vált, amely 1,5 milliárd eurós forgalmat bonyolít, éves szinten több mint 600 000 járművet gyárt, és 50 országban van jelen.
A Piaggio általi felvásárlással az Aprilia új elnöke Roberto Colaninno (a Piaggio & C. elnöke), az ügyvezető igazgató pedig Rocco Sabelli. Az alapító fia, Ivano Beggio volt a tiszteletbeli elnök, aki 2018. március 13-án hunyt el. 2010. augusztus 15-én az Aprilia lett a történelem legsikeresebb motorkerékpár-versenymárkája, 276. rekordgyőzelmével megelőzve a társ olasz MV Agustát.

### Grand Prix világbajnokság
Annak ellenére, hogy az Aprilia a globális motorkerékpáros szabványokhoz képest viszonylag kis vállalat, nagyon aktív a motorkerékpár-sportban. Számos országúti versenyformulában indult, beleértve a FIM világbajnokság mára már megszűnt 125 köbcentis, 250 köbcentis és 500 köbcentis Grand Prix osztályait. 2002 és 2004 között részt vettek a FIM MotoGP világbajnokságban, 1999 és 2002 között pedig a FIM Superbike-világbajnokságban. Az Aprilia a 2009-es szezon óta ismét részt vesz a Superbike-világbajnokságban, a 2012-es szezon óta pedig a MotoGP-ben.
Az Aprilia a terepversenyzés világában is jelen van, a 450 köbcentis V-2 motocrosserük tiszteletreméltó eredményeket (beleértve a futamgyőzelmeket is) produkál mind a terep- (Motocross), mind a terep- (Supermoto) kategóriákban.
Az Aprilia a nemzetközi motokrossz világbajnokságban debütált, 1976-tól 1981-ig a 125 köbcentiméteres géposztályban versenyzett, legjobb eredménye az 1979-es szezonban Corrado Maddi versenyzővel elért ötödik helyezés volt. A cég ezután 1985-ben az országúti nagydíj világbajnokságra koncentrált, és azóta változó sikereket ért el. Az Aprilia első világbajnoki futamgyőzelmét az 1991-es Csehszlovák Motorkerékpár Nagydíjon szerezte meg Alessandro Gramigni pilótával, aki megnyerte a 125 köbcentisek versenyét. 1992-ben megnyerték első utcai világbajnoki címüket, Gramigni megnyerte a 125 köbcentiméteres géposztályban. A kisebb hengerűrtartalmú kategóriákban továbbra is sikeresek voltak, számos versenyt és bajnokságot nyertek a 125 köbcentis és 250 köbcentis Grand Prix osztályokban.
Az 500 köbcentiméteres Grand Prix motorkerékpárok azonban nem érték el ugyanazt a sikert. 1994-ben kezdtek el versenyezni az 500 köbcentiméteres kategóriában egy 250-es, 380 köbcentiméteresre növelt V2-es motorral, abban a reményben, hogy a könnyebb súlyt és a fürge kezelhetőséget előnyként tudják kihasználni a konkurencia által használt nehezebb, V4-es motorral szerelt motorokkal szemben. A motor végül 430 köbcentis lett, és a legjobb eredményét Doriano Romboni harmadik helyezésével érte el az 1997-es holland TT-n, de a rajt-cél sprint során soha nem tudta leküzdeni a teljesítményhátrányt, és az 1997-es szezon végén további fejlesztés céljából visszavonták. Az első MotoGP próbálkozásuk, az RS Cube, technikailag fejlett volt, de nehéz volt vezetni, és rosszul szerepelt a bajnokságban. A Cube azonban számos fejlett technológia úttörője volt, köztük a ride by wire gázkar és a pneumatikus szelepvezérlő rendszerek. Az Aprilia 2004 végén kilépett a MotoGP osztályból, majd a kétütemű motorok betiltásával az alsóbb osztályokból is. Az Aprilia 2007-ben 410 ponttal beállította a 125 köbcentiméteres géposztályból egy szezonban egy gyártó által szerzett legtöbb pont rekordját. Ez volt egyben a legtöbb pont, amit egy gyártó szerzett a nagydíj-motorversenyzés történetében egészen 2011-ig, amikor 420 pontot szereztek ugyanazokkal a motorokkal, amelyek 17 futamból 16-ot megnyertek.
A vállalat arról is nevezetes, hogy kissé atipikus motorkonfigurációkat választ. Például egy V-2 500 köbcentis Grand Prix motorkerékpár fejlesztésével haladtak előre, amikor más csapatok V-4-es konfigurációra álltak át, mert egyesek szerint jobb és használhatóbb teljesítményt vártak el tőlük. Az Aprilia folytatta ezt a tendenciát, kihasználva a könnyebb minimális súlyt az RS Cube MotoGP-motor bemutatásával - a háromhengeres, soros hármas elrendezésű motor a legkevesebb hengerrel rendelkezett a Grand Prix-paddockban.
Az Aprilia 2012-ben csatlakozott újra a MotoGP osztályhoz, kihasználva az újonnan bevezetett Claiming Rule Team kategóriát, amely arra ösztönözte az alacsonyabb költségvetéssel rendelkező független csapatokat, hogy a MotoGP-ben hivatalosan nem szereplő gyártók motorjait használják. Az Aprilia az ART (Aprilia Racing Technology) név alatt RSV4 SBK-ból származó motorokat szállított az Aspar Team, a Paul Bird Motorsport és a Speed Master csapatoknak. Mind a 2012-es, mind a 2013-as szezonban az Aprilia ART gépei a legjobb CRT-motorok közül emelkedtek ki.
2015-ben az Aprilia a Gresini Racinggel kötött partnerséget, mint gyárilag támogatott független csapat. A csapat Aprilia Racing Team Gresini néven versenyzett egy teljesen új, 1000 köbcentiméteres, V4-es motorral szerelt RS-GP-vel.
2022-ben az Aprilia 2004 óta először lépett be hivatalos gyári csapatként a sorozatba. A korábban támogatott Gresini Racing csapatuk visszatért egy teljesen független, Ducati motorokat használó csapathoz. Az Aprilia gyári csapatának neve Aprilia Racing. 

#### Versenyzők
| Év   | Osztály | Bajnok              | Motorbicikli    |
| ---- | ------- | ------------------- | --------------- |
| 1992 | 125cc   | Alessandro Gramigni | Aprilia RS125R  |
| 1994 | 125cc   | Kazuto Sakata       | Aprilia RS125R  |
| 1994 | 250cc   | Max Biaggi          | Aprilia RSW 250 |
| 1995 | 250cc   | Max Biaggi          | Aprilia RSW 250 |
| 1996 | 250cc   | Max Biaggi          | Aprilia RSW 250 |
| 1997 | 125cc   | Valentino Rossi     | Aprilia RS125R  |
| 1998 | 125cc   | Szakata Kazuto      | Aprilia RS125R  |
| 1998 | 250cc   | Loris Capirossi     | Aprilia RSW 250 |
| 1999 | 250cc   | Valentino Rossi     | Aprilia RSW 250 |
| 2000 | 125cc   | Roberto Locatelli   | Aprilia RS125R  |
| 2002 | 125cc   | Arnaud Vincent      | Aprilia RS125R  |
| 2002 | 250cc   | Marco Melandri      | Aprilia RSW 250 |
| 2003 | 250cc   | Manuel Poggiali     | Aprilia RSW 250 |
| 2006 | 125cc   | Álvaro Bautista     | Aprilia RS125R  |
| 2006 | 250cc   | Jorge Lorenzo       | Aprilia RSW 250 |
| 2007 | 125cc   | Talmácsi Gábor      | Aprilia RSA 125 |
| 2007 | 250cc   | Jorge Lorenzo       | Aprilia RSW 250 |
| 2009 | 125cc   | Julián Simón        | Aprilia RSA 125 |
| 2011 | 125cc   | Nicolás Terol       | Aprilia RSA 125 |

#### Gyártók
- 250 cc osztály
  - 1995, 1998, 1999, 2002, 2003, 2006, 2007, 2008, 2009
- 125 cc osztály
  - 1996, 1997, 2002, 2003, 2004, 2006, 2007, 2008, 2009, 2011

## Eredmények

### MotoGP eredmények
(A félkövérrel szedett futamok a pole pozíciót jelölik; a dőlt betűs futamok a leggyorsabb kört jelölik)
| Év   | Motorbicikli  | Gumiabroncsok | Versenyzők              | 1   | 2   | 3   | 4      | 5   | 6          | 7   | 8   | 9      | 10  | 11  | 12  | 13  | 14  | 15  | 16  | 17  | 18  | 19  | 20  | Pontok |      | Pontok |     |
| ---- | ------------- | ------------- | ----------------------- | --- | --- | --- | ------ | --- | ---------- | --- | --- | ------ | --- | --- | --- | --- | --- | --- | --- | --- | --- | --- | --- | ------ | ---- | ------ | --- |
| 2022 | Aprilia RS-GP | M             |                         | QAT | INA | ARG | EGY ÉN | POR | GYÓGYFÜRDŐ | FRA | ITA | MACSKA | GER | NED | GBR | AUT | RSM | ARA | JPN | THA | AUS | MAL | VAL |        |      | 328*   | 2.* |
| 2022 | Aprilia RS-GP | M             | </img> Aleix Espargaró  | 4   | 9   | 1   | 11     | 3   | 3          | 3   | 3   | 5      | 4   | 4   | 9   | 6   | 6   | 3   | 16  | 11  | 9   |     |     | 206*   | 3.*  | 328*   | 2.* |
| 2022 | Aprilia RS-GP | M             | </img> Maverick Viñales | 12  | 16  | 7   | 10     | 10  | 14         | 10  | 12  | 7      | Ret | 3   | 2   | 13  | 3   | 13  | 7   | 7   | 17  |     |     | 122*   | 11.* | 328*   | 2.* |
| 2022 | Aprilia RS-GP | M             | </img> Lorenzo Savadori |     |     |     |        | Ret | 21         |     | 22  |        |     | 20  |     | 19  |     |     |     |     |     |     |     | 0*     | NC*  | 328*   | 2.* |

## Versenytörténet

### Superbike világbajnokság (SBK)

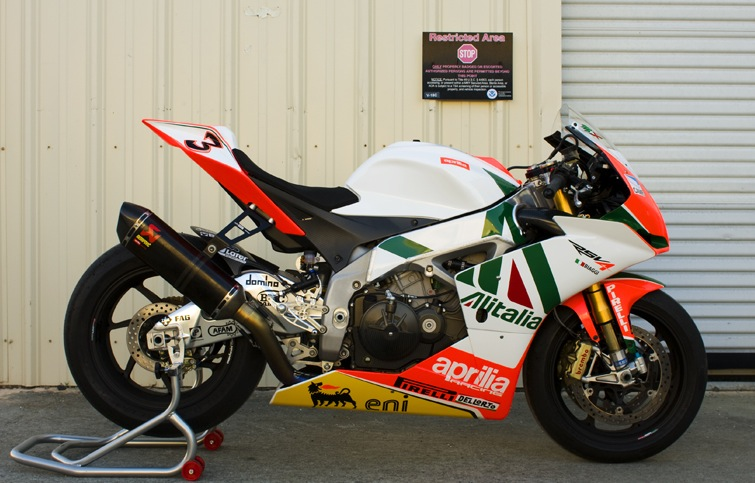
Aprilia RSV4 gyári versenykerékpár

Az Aprilia 1999-ben indult a Superbike-világbajnokságon az RSV Mille nevű V-twin utcai motorkerékpárjuk homologizációs különváltozatával. Troy Corserrel 2000-ben harmadikok lettek a versenyzői bajnokságban, 2001-ben Corserrel és 2002-ben Noriyuki Hagával egyaránt harmadikok lettek a gyártók pontversenyében és negyedikek a versenyzői pontversenyben. Az Aprilia a szezon végén kiszállt a sorozatból.
2008 februárjában az Aprilia bemutatott egy V-4-es superbike-ot, az RSV4-et a 2009-es Superbike világbajnokságra.

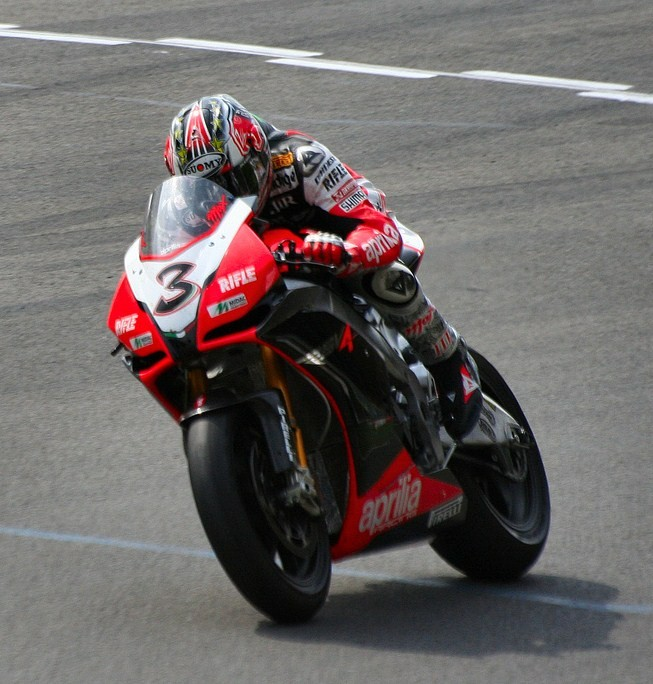
Max Biaggi az RSV4-en

Az Aprilia 2010-ben nyerte meg első Superbike világbajnokságát Max Biaggival, és megszerezte a versenyzők és a gyártók címeit is.

#### Versenyzők
| Év   | Bajnok           | Motorbicikli      |
| ---- | ---------------- | ----------------- |
| 2010 | Max Biaggi       | Aprilia RSV4 1000 |
| 2012 | Max Biaggi       | Aprilia RSV4 gyár |
| 2014 | Sylvain Guintoli | Aprilia RSV4 gyár |

#### Gyártók
- 2010, 2012, 2013, 2014

### SuperMoto világbajnokság

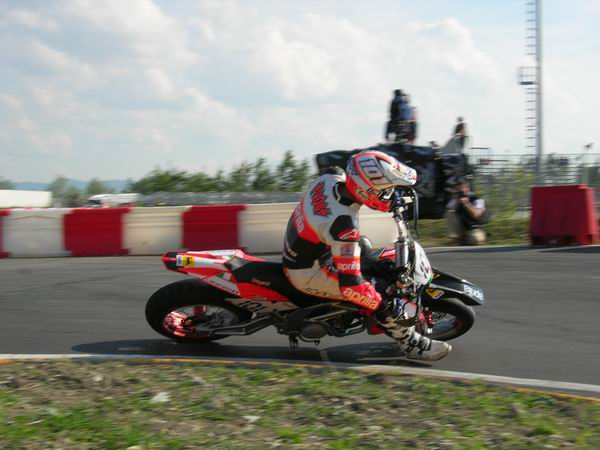
Thierry Van Den Bosch az SXV 450-nel versenyzett 2006-ban

Az Aprilia 2004-ben debütált a FIM Supermoto Világbajnokságon, és azóta számos címet nyert S1 és S2 osztályban.

#### Versenyzők
| Év   | Osztály | Bajnok                | Motorbicikli      |
| ---- | ------- | --------------------- | ----------------- |
| 2004 | S2      | Jerome Giraudo        | Aprilia SXV 450   |
| 2006 | S2      | Thierry Van Den Bosch | Aprilia SXV 450   |
| 2011 | S1      | Adrien Chareyre       | Aprilia MXV-S 450 |

#### Gyártók
- S2 osztály: 2006, 2007
- S1 osztály: 2008, 2011

## Modellek
Versenymotorok

- RS125R
- RSV 250
- RSW-2 500
- RS kocka
- RSV4 R
  - Limitált kiadás, 2019: RSV4 X[11]
- RS-GP

Az Aprilia modellek a következők:
Közúti
- AF1
- RSV Mille
- RSVR1000R
- RSV4 gyári
- RSV4 RR
- RSV4 R
- Tuono 125
- Tuono 1000R
- Tuono 660
- Tuono V4 R
- Dorsoduro 1200
- Dorsoduro 900
- Dorsoduro 750
- Shiver 900
- Shiver 750
- Mana 850 GT
- RS4 125
- RS4 50
- RS 50
- RS 125
- RS 250
- RS 660
- STX 125

Off-road
- ETX 125
- ETX 350
- ETX 600
- ETV 1000
- Caponord 1200
- Pegaso 50
- Pegaso 125
- Pegaso 600
- Pegaso 650
- Tuareg 50 rally
- Tuareg 125 rally
- Tuareg 250 rally
- tuareg 50
- tuareg 125
- tuareg 350
- tuareg 600
- tuareg 660

Terep
- SXV 4,5 – 5,5
- RXV 4,5 – 5,5
- MXV 4.5
- SX 50
- RX 50
- SX 125
- RX 125
- RX 250

Robogók
- Amico
- Atlantic 125/200/250/300/400/500
- Leonardo 125/150/250/300
- Mojito 125
- SR
- SXR
- SR max
- Vihar
- 51-es körzet
- SR Motard
- Scarabeo 50 2T
- Scarabeo 50 4T4V
- Scarabeo 100 4T
- Scarabeo 125 pl
- Scarabeo 200 pl
- Sportcity
- SR GT
- SRV 850